# Lino Rizzi
Lino Rizzi (Busseto, 30 marzo 1927 – Milano, 10 gennaio 2001) è stato un giornalista italiano.
È stato direttore dei quotidiani Il Giornale d'Italia,  Giornale di Sicilia, Il Giorno e Avvenire.

## Biografia
Lino Rizzi nacque il 30 marzo 1927 a Busseto in provincia di Parma. Rizzi aveva cominciato a lavorare nel 1952 a La Notte. Nel 1958 era passato al Candido diretto da Giovannino Guareschi, di cui era grande amico.
Due anni dopo, nel 1960 arrivò l'assunzione a Epoca come inviato speciale, seguita, nel 1962, da un trasferimento a Parigi come corrispondente dei settimanali Rizzoli. Nel 1967 il ritorno in Italia, assunto da Panorama, di cui due anni più tardi diventò capo della redazione romana.
Seguirono incarichi nel 1971 al Mondo di Arrigo Benedetti e nel 1972 al Giorno, come notista politico. Nel 1975 arrivarono le prime direzioni: prima Il Giornale d'Italia, poi il Giornale di Sicilia dal 1976 al 1980.
Nel 1982 venne a Rizzi la nomina a vicedirettore del Tg1, incarico che lasciò nel 1984 per assumere, fino al 1989, la direzione de Il Giorno. Infine, il 1º ottobre del 1990 assunse la direzione di Avvenire, incarico che mantenne fino al 1993. Da allora si era ritirato dal giornalismo attivo, in séguito a un gravissimo incidente d'auto avvenuto l'anno prima, mantenendo però delle collaborazioni in varie testate.

## Riconoscimenti
Ha vinto il Premiolino nel 1961 per l'articolo Tre giorni nel covo degli Ultras.